# R/2006 S 1
Anneau de Janus-Épiméthée
Cet article concerne un anneau de Saturne. Pour les autres anneaux de Saturne, voir Anneaux de Saturne.
« Anneau de Janus-Épiméthée » redirige ici. Pour les deux lunes coorbitales de Saturne, voir Janus (lune) et Épiméthée (lune).
En astronomie, R/2006 S 1 est la désignation provisoire d’un des anneaux de la planète géante gazeuse Saturne.
Situé entre les anneaux F et G, il est aussi connu comme l’anneau de Janus-Épiméthée (en anglais : Janus-Epimetheus ring) d’après Janus et Épiméthée.

## Caractéristiques
Cet anneau est situé dans la région occupée par les orbites des lunes Janus et Épiméthée qui se trouve à environ 151 500 km du centre de Saturne. Il fut découvert sur des images prises par la sonde Cassini en 2006. Il possède une largeur d'environ 5 000 km. Il provient de particules éjectées de la surface de ces deux satellites lors d'impacts météoriques et qui forment un anneau diffus le long de leur orbite.